# Pseudobradya spinulosa
Pseudobradya spinulosa är en kräftdjursart som beskrevs av Soyer 1974. Pseudobradya spinulosa ingår i släktet Pseudobradya och familjen Ectinosomatidae. Inga underarter finns listade i Catalogue of Life.